# Мандук'я-упанішада
«Мандук'я-упанішада» (Māndūkya Upaniṣad IAST) — ведичний санскритський текст, найменша за обсягом з одинадцяти упанішад канону мукха, до якого належать найстародавніші упанішади, прокоментовані Шанкаром. «Мандука-упанішада» пов'язується з «Атхарва-Ведою» і в каноні муктіка з 108 основних упанішад стоїть на шостому місці. «Мандук'я-упанішада» написана у прозі і складається з 12 текстів, у яких пояснюється священний склад «Ом» і різні психологічні стани. Значення цієї упанішади відзначається в інших ведичних текстах. В останній з 108 упанішад канону муктіка, «Муктіка-упанішади», говориться, що «Мандука-упанішади» достатньо для того, щоб знайти мокшу. 
У цій упанішаді міститься багато буддійських термінів і характерних для буддизму виразів.  З цієї причини, вчені вважають, що вона була складена в пізніше порівняно з іншими упанішадами мукха  і зазнала на собі сильний вплив буддизму махаяни.  Більшість учених датують «Мандука-упанішаду» I-II століття нашої ери. 
Найранніший збережений коментар на «Мандука-упанішаду» був написаний Гаудападою. У цьому коментарі, названому «Мандука-каріка», міститься найдавніший систематичний виклад філософії адвайта. Коли Шанкара пізніше писав свій коментар на «Мандука-упанішаду», він об'єднав її текст з коментарем Гаудапада і прокоментував заодно і текст «Мандука-Каріки». 